# 昌城官邸
座標: 北緯40度26分25秒 東経125度07分05秒 / 北緯40.440384度 東経125.118192度
昌城官邸（チャンソンかんてい、英語: Changsong DPRK Complex）または昌城招待所（チャンソンしょうたいじょ）は平安北道昌城郡に所在する朝鮮民主主義人民共和国官邸。北朝鮮の最高指導者金正日（現在は金正恩）とその家族のための邸宅である。朝鮮半島北部、中国（中華人民共和国）との国境をなす水豊湖のほとりに立地する。

## 施設・装備
金氏ファミリー向けの建物が3棟（将軍邸のほか、鴨緑江支流河川の対岸に将軍棟（1号棟）、金敬姫一家用の2号棟）、秘書棟（3号棟）、幹部・来賓棟（4号棟〜10号棟）があり、これらを総合管理するセンター棟・管理室があって、保養や娯楽のほか、公務の執行にたずさわることができる。駐車場は大理石で作られており、雨が降ってきたときは滑りやすく歩行が困難になる。生活・宿泊用以外の娯楽施設は、以下の通り。
- 馬場
- 射撃場
- プール
- バスケット場
- 野営場 - 山麓にあり、食事場、調理場、第二宴会場をともなう[3]。
- 舞台
- 映画館 - 将軍邸に隣接する唯一の施設[3]。
- 各種ゲーム場
- 卓球場
- サウナ
- 専用エレベーター
- ジェットスキー
- 食堂船 - 百人規模のパーティーを開くことのできる大型の旅客船[3]。

## エピソード
金正日のおかかえ料理人であった日本人藤本健二によれば、昌城官邸もまた元山官邸同様、ジェットスキーを楽しむことができる別荘である。1991年、藤本は金正日とジェットスキーでスピード競争をし、「本気で勝負しろ」といわれたので勝ってしまった。しかし、金正日に「藤本の勝ちだな」と言われたとき、少し後悔したという。金正日と勝負して彼に勝った者はそれまでいなかった。当時は、北朝鮮で洪水が頻発しており、庶民は食糧難に苦しんでいた。
1992年、センター棟と管理室の間のカーブで、金正日が落馬する事故が起こっている。この道は、当時アスファルトの工事中でコールタールの上に砂利が敷いてあり、金正日の乗った馬がそれに足をすべらせてしまったことから生じた事故である。金正日は顔と肩をたたきつけ、一時的に意識不明の重体となり、鎖骨を骨折した。
金正日が最も好んだ魚はソガリ（コウライケツギョ）であり、人造湖でよく釣れるため、藤本健二は頻繁に高容姫や金正哲・金正恩らと専用船でのソガリ釣りを楽しんだ。藤本の釣り竿に魚がかかると小学生だった金正恩が近づいてきて竿を持ち、そのまま引き上げ「僕が採ったんだよ!」と喜びの声をあげることがよくあった。藤本は釣り上げたばかりのソガリを寿司にして金正日らにふるまったことがある。